# The Ladder (Zeitschrift)
The Ladder. A lesbian review (deutsch etwa Die Leiter. Eine lesbische Rundschau) ist die erste regulär erschienene periodische lesbische Publikation in den USA. Sie war eines der wichtigsten Instrumente im „Befreiungskampf“ der Lesben in den USA.

## Geschichte
Die Zeitschrift erschien monatlich von Oktober 1956 bis 1972 als eine Art Vereinszeitschrift mit bald darüber hinausgehender Bedeutung. Sie wurde von Phyllis Lyon und Del Martin gegründet, die 1955 auch die Daughters of Bilitis (DOB) mitbegründet hatten. Lyon, die erste Redakteurin, verwendete in den ersten drei Ausgaben ein Pseudonym, bevor sie unter ihrem wirklichen Namen schrieb. Die Zeitschrift hatte wie die DOB eine recht konservative Sichtweise, schirmte sich von offen politischen oder militanten Texten ab und publizierte stattdessen Prosa, Poesie, persönliche Essays, Forschungsberichte und psychologische Arbeiten über Homosexualität. Außerdem riet es, sich konform zum heterosexuellen Mainstream zu verhalten, riet Frauen von Cross-Dressing (z. B. Hosen tragen), Übernahme von Butch-und-Femme-Identitäten oder anderen Aktivitäten, welche sie zu sichtbar machen würden, ab. In den frühen 1960er Jahren erreichte The Ladder eine Auflage von zirka 500 Stück, was in etwa der fünffachen Mitgliederzahl der DOB entsprach.
Durch die Frauenbewegung Mitte der 1960er änderte sich die Sichtweise der Gruppe, wie auch der Zeitschrift. 1963 übernahm Barbara Gittings für mehr als drei Jahre die Redaktion. Unter ihrem Einfluss wurde The Ladder militanter und lehnte manche Assimilierungspositionen der DOB ab, indem sie zum Beispiel das Vertrauen in medizinische Autoritäten und die Ansicht, dass Homosexuelle krank wären, in Frage stellte.
Schon 1957 abonnierte Barbara Grier die Zeitschrift und verfasste schon kurze Zeit später eigene Beiträge, vor allem Buchrezensionen, unter verschiedenen Pseudonymen. Herausstechend ist ihre Kolumne Lesbiana, welche 1976 in Buchform wiederveröffentlicht wurde. 1968 übernahm Grier die Redaktion und die Zeitschrift wurde eine polemischere und lesbisch-feministischere Zeitschrift. Durch die Spannungen zwischen „alten moderaten“ und „neuen radikalen“ Lesben spaltete sich die DOB 1970. Grier und Laporte bemächtigten sich der Abonnentenkartei und begannen, das Magazin unabhängig zu publizieren. Die Zeitschrift konnte aber nicht genügend finanzielle Unterstützung aufrechterhalten, um weiterzubestehen, und wurde 1972 mit einer erreichten Auflage von fast 3800 Exemplaren eingestellt.

## Bibliographie
- Rodger Streitmatter: Unspeakable: The Rise of the Gay and Lesbian Press in America. Faber & Faber, Boston 1995, ISBN 0-571-19873-2.
- Barbara Grier: Lesbiana. Book Reviews from the Ladder, 1966–1972.Introduction by Ann Leeson. Naiad Press, [Reno] 1976, OCLC 729787197.